# Криворізький міськмолокозавод № 1
Приватне акціонерне товариство «Криворізький міськмолокозавод № 1» — один із лідерів серед виробників молочної продукції в Україні. З 2015 року належить французькій компанії Fractale Industrie.

## Історія
Історія підприємства бере свій початок у 1961 році. Зараз виробнича база підприємства укомплектована ультрасучасним обладнанням, що дозволяє витримувати найвищі вимоги і стандарти, що висуваються до виробництв харчової промисловості. Компанія має мережу власних магазинів і кіосків у місті Кривий Ріг, яка зараз налічує 39 торгових об'єктів і охоплює усі райони міста.

## Продукція
На даний момент підприємство представляє на ринку торгові марки «Ясне Сонечко» і «Смаковеньки». Під цими марками виробляється кефір, пастеризоване молоко, сметана, йогурти, сиркові маси, масло та домашній сир.
Вся продукція виготовляється на новітньому європейському обладнанні і відповідає міжнародним стандартам якості. Застосування технології ультрачистої розливу дозволяє відмовитися від використання консервантів. Криворізький молокозавод підтримує місцевий проект «Марка якості Криворіжжя», беручи в ньому участь з моменту заснування в 2012 році і незмінно отримуючи щорічні нагороди.
Підприємство співпрацює з господарствами Криворізького району, Волинського регіону, Петрівського району Кіровоградської області, Казанківського району Миколаївської області. Продукція підприємства поставляється в південні, центральні та східні регіони України: Дніпропетровська область, Запорізька, Донецька, Луганська, Миколаївська, Херсонська області. Щомісяця підприємство виробляє понад 1100 тонн молочної продукції.